# Neptune (самопідіймальне судно)
Neptune  – морське будівельне судно, яке залучалось до проведення робіт зі спорудження офшорних вітрових електростанцій.

## Характеристики
Судно спорудили у 2012 році на нідерландській верфі компанії IHC Offshore&Marine в Krimpen Aaa Den Ijssel для компанії GeoSea (входить до бельгійської групи DEME). За своїм архітектурно-конструктивним типом Neptune відноситься до самопідіймальних (jack-up) та має чотири опори довжиною по 80 метрів (можуть бути подовжені до 92 метрів). 
Судно обладнане краном вантажопідйомністю 600 тон, а на його робочій палубі площею 1600 м2 може розміщуватись до 1600 тон вантажу. Точність встановлення на місці робіт забезпечується системою динамічного позиціювання DP2.
На судні можливе розміщення 60 осіб. Для перевезення персоналу та вантажів Neptune має майданчик для гелікоптерів.

## Завдання судна

### Офшорна вітроенергетика
У 2012-му в Північному морі Neptune виконало доставку та монтаж 30 вітрових турбін на бельгійській ВЕС Торнтон-Банк, приймаючи на борт по одному повному комплекту за рейс.
В 2013 році судно розпочало спорудження монопальних фундаментів (всього 73 об’єкти, включаючи один для офшорної трансформаторної підстанції) на іншій бельгійській ВЕС Нортвінд (банка Лодевейк). Спеціалізоване судно MPI Resolution монтувало на них власне вітрові турбіни, допоки весною 2014-го це завдання не перебрало на себе Neptune, яке завершило із фундаментними роботами.
У 2015-му судно здійснило як фундаментні роботи, так і монтаж 15 вітрових агрегатів на другій черзі ВЕС Кентіш-Флетс (Північне море біля узбережжя Кенту).

### Припливна електроенергетика
Осінню 2016 року Neptune встановив чотири фундаменти для турбін припливної електростанції MeyGen біля північного узбережжя Шотландії в протоці Пентланд-Ферт.